# Liburnicon
Liburnicon je hrvatska konvencija ljubitelja znanstvene fantastike i fantastike, naprednih znanosti, povijesti i mitologije koju organizira udruga 'Kulturni front' iz Opatije. Konvencija traje tri dana i održava se u kolovozu u prostorijama OŠ Rikard Katalinić Jeretov, Nova cesta 53, Opatija. Liburnicon je festival s više od 1500 posjetitelja iz cijele Hrvatske, ali i inozemstva, koji svojim užim i širim programom privlači ljude svih dobi i interesa. Prvi Liburnicon je održan 2006. pod imenom Abbacon.
Od najvažnijih događanja izdvajamo gostovanje svjetski poznatih SF/fantasy pisaca kao što su Guy Gavriel Kay, Steven Erikson, Jacqueline Carey, Dmitry Glukhovskiy, Ian Gibson, Alexander Freed te predavanja brojnih uglednih znanstvenika i profesora među kojima se posebno ističe ugledni astronom Korado Korlević.  
Osim kvalitetnih predavanja i projekcija, Liburnicon obilježava cijeli niz zabavnih sadržaja za sve posjetitelje: radionice za djecu, kompjuterske igraonice, brojni nagradni kvizovi, turniri u društvenim igrama, filmovi, glazba te posebno zabavne i originalne liburniconske igre kao npr. "Star trek boćanje". 

## Vanjske poveznice
- Službena web-stranica